# 北関東大学サッカーリーグ戦
北関東大学サッカーリーグ戦（きたかんとうだいがくサッカーリーグせん）とは、北関東3県の県サッカー協会所属の大学サッカー部によるリーグ戦である。

## 概要
北関東大学サッカー連盟が主管、茨城・栃木・群馬3県のサッカー協会による主催で2008年にリーグ戦が創設された。リーグ戦は前期・後期の2回戦総当たりで行われる。優勝チームには北関東代表チームとして関東大学サッカーリーグへの参入戦である関東大学サッカー大会の出場権が与えられる。
なお、2022年度より埼玉県大学サッカーリーグと統合して「関東大学サッカーリーグ Norte」として開催されている。

## 参加大学
| - 茨城大学 - 常磐大学（2014年度参入） - 日本ウェルネススポーツ大学（茨城県・2019年度前期参入・2021年度再参入） | - 足利大学 - 宇都宮大学 - 作新大学 - 白鷗大学 | - 関東学園大学 - 群馬大学 - 上武大学 - 高崎経済大学 | - 国際医療福祉大学（栃木県・2008年度） - 創造学園大学（群馬県・2008年度） |

## 歴代成績
| 回 | 年度 | 優勝   | 2位    | 3位    | 4位    | 5位    | 6位    | 7位    | 8位          | 9位    | 10位   | 11位         |
| -- | ---- | ------ | ------ | ------ | ------ | ------ | ------ | ------ | ------------ | ------ | ------ | ------------ |
| 1  | 2008 | 上武大 | 関学大 | 白鷗大 | 茨城大 | 作新大 | 創造大 | 群馬大 | 高経大       | 宇大   | 足工大 | 国福大       |
| 2  | 2009 | 群馬大 | 関学大 | 茨城大 | 作新大 | 高経大 | 白鷗大 | 足工大 | 宇大         |        |        |              |
| 3  | 2010 | 作新大 | 上武大 | 茨城大 | 宇大   | 関学大 | 白鷗大 | 群馬大 | 高経大       | 足工大 |        |              |
| 4  | 2011 | 作新大 | 関学大 | 上武大 | 茨城大 | 白鷗大 | 宇大   | 高経大 | 群馬大       | 足工大 |        |              |
| 5  | 2012 | 作新大 | 上武大 | 白鷗大 | 群馬大 | 関学大 | 高経大 | 宇大   | 茨城大       | 足工大 |        |              |
| 6  | 2013 | 上武大 | 作新大 | 白鷗大 | 群馬大 | 関学大 | 茨城大 | 足工大 | 高経大       | 宇大   |        |              |
| 7  | 2014 | 上武大 | 作新大 | 関学大 | 白鷗大 |        |        |        |              |        |        |              |
| 8  | 2015 | 上武大 |        |        |        |        | 茨城大 |        |              |        |        |              |
| 9  | 2016 | 上武大 |        |        |        |        |        |        | 茨城大       |        |        |              |
| 10 | 2017 | 作新大 | 上武大 |        |        | 茨城大 |        |        |              |        |        |              |
| 11 | 2018 | 作新大 | 上武大 | 群馬大 | 白鷗大 | 足利大 | 関学大 | 常磐大 | 高経大       | 茨城大 | 宇大   |              |
| 12 | 2019 | 上武大 | 作新大 | 足利大 | 宇 大  | 群馬大 | 白鷗大 | 常磐大 | 茨城大       | 高経大 | 関学大 | ウェルネス大 |
| 13 | 2020 | 作新大 | 上武大 | 白鷗大 | 茨城大 | 足利大 | 高経大 | 常磐大 | 群馬大       | 宇大   | 関学大 |              |
| 14 | 2021 | 作新大 | 上武大 | 常磐大 | 足利大 | 白鷗大 | 高経大 | 宇大   | ウェルネス大 | 茨城大 | 群馬大 |              |

| 関東大学リーグ2部昇格チーム    |
| 関東大学サッカー大会出場チーム |